# Aeropuerto de Golfito
El Aeropuerto de Golfito (IATA: GLF, OACI: MRGF) es un aeropuerto que sirve a la ciudad de Golfito, Costa Rica.

## Destinos
| Destinos       | Aeropuertos                              | Aerolíneas |
| -------------- | ---------------------------------------- | ---------- |
| Puerto Jiménez | Aeropuerto de Puerto Jiménez             | SANSA      |
| San José       | Aeropuerto Internacional Juan Santamaría | SANSA      |

## Vuelos chárter
- Aviones Taxi Aéreo S. A. (San José)